# Anna, Lady Baxby
Anna, Lady Baxby is een kort verhaal van de Engelse schrijver Thomas Hardy. Het werd voor het eerst gepubliceerd in het kerstnummer van het Britse geïllustreerde weekblad The Graphic, dat uitkwam op 1 december 1890. Het was het derde verhaal uit een serie van zes onder de gezamenlijke noemer 'A Group of Noble Dames'. Deze werden alle in dit nummer opgenomen.
In de Verenigde Staten werden deze verhalen op dezelfde manier gepubliceerd in het weekblad Harper's Weekly, zij het dat de serie in dat blad werd verdeeld over vier opeenvolgende afleveringen in november en december 1890. Dit verhaal werd afgedrukt in de tweede van deze vier edities, samen met het voorafgaande The Marchioness of Stonehenge, dat oorspronkelijk werd gepubliceerd onder de titel 'The Lady Caroline'.
In 1891 verscheen de verhalenbundel A Group of Noble Dames in Groot-Brittannië en de Verenigde Staten. De eerdere zes verhalen werden er in deze uitgave tien, gepresenteerd als raamvertelling. Het onderhavige verhaal is in deze opzet het zevende in de serie, voorafgegaan door Squire Petrick's Lady. De vertelling wordt in de mond gelegd van de persoon die wordt aangeduid als 'de kolonel'.
Het verhaal wordt geplaatst halverwege de 17e eeuw, ten tijde van de Engelse Burgeroorlog, en speelt zich zoals gewoonlijk af in Hardy's fictieve graafschap Wessex, in dit geval in en nabij Sherton Castle, in werkelijkheid Sherborne Castle nabij Sherborne in Dorset.

## Het verhaal
Sherton Castle, in het bezit van de graaf van Severn en op dat moment verdedigd door een bekende markies als aanvoerder van de koningsgezinde troepen in de streek, wordt belegerd door de aanhangers van Oliver Cromwell. De graaf zelf is met diens zoon, Lord Baxby, versterkingen aan het zoeken voor het royalistische leger. Het probleem voor de aanvoerder van de belegeraars is dat zijn zus, Lady Anna Baxby, van wie hij al enige jaren lang vervreemd is vanwege de politieke ontwikkelingen, in het kasteel woont. Hij verzoekt haar schriftelijk het kasteel aan de achterzijde te verlaten om zo te ontkomen. Tot zijn schrik komt ze echter recht op de belegeraars af en dringt er onder vier ogen bij hem op aan zijn zaak op te geven. Daar kan en wil hij niet aan voldoen, hoeveel hij ook van zijn zus houdt. Zij keert terug naar het kasteel, maar Anna's broer blijft aarzelen. Ook begint nu te twijfelen aan haar loyaliteiten. Als Baxby echter met ruime versterkingen terugkeert, trekt haar broer zich terug op een heuvel nabij Ivell (Yeovil) om zijn manschappen wat rust te gunnen. Die avond ontstaat er onenigheid tussen de echtelieden en Lady Anna verwijt haar man, die aanvankelijk ook tegen de zaak van de koning was, een verkeerde keuze te hebben gemaakt. Als Baxby man diep in slaap is, stuurt zij bericht naar haar broer dat ze naar hem toekomt. Vermomd in enkele kledingstukken van haar man sluipt zij naar buiten, waar zij plots een vrouwenstem hoort die het verwijt uit dat Lord Baxby langer is weggebleven dan hij had beloofd. Boos over dit blijk van ontrouw van haar man besluit zij terug te keren. Zij gaat bij haar man in bed liggen, maakt een van zijn haarlokken met een stuk kant aan een beddenpost vast en legt de sleutel van hun kamer onder haar kussen. Hij ontwaakt echter pas de volgende ochtend. Dan blijkt het om een onschuldige flirt te zijn gegaan die hij alweer was vergeten toen hij thuis aankwam. Er ontstaan verder geen ruzies meer tussen de twee. Zijn politieke wederwaardigheden leiden wel tot een langdurige ballingschap. De belegering van het kasteel wordt enkele jaren later hervat, nadat Anna en alle andere vrouwen al lang vertrokken zijn. Na een belegering van vijftien dagen weet generaal Thomas Fairfax het kasteel tot overgave te dwingen.